# French Point
Der French Point ist eine Landspitze an der Nordküste Südgeorgiens im Südatlantik. Sie liegt unmittelbar westlich des Kap Buller.
Das UK Antarctic Place-Names Committee benannte sie 2009. Namensgeber ist Captain J. French, Schiffsführer einer der ersten Robbenfänger in den Gewässern Südgeorgiens, der im Jahr 1800 im Prince Olav Harbour an Bord der Morse starb.